# Quercus parvula
Quercus parvula (englisch Santa Cruz Island oak) ist eine Pflanzenart aus der Familie der Buchengewächse. Der immergrüne Baum ist an den Nordhängen von Santa Cruz Island und in den kalifornischen Küstengebirgen vom Santa Barbara County nordwärts bis in das Mendocino County beheimatet. Er wurde als Form von Quercus wislizeni betrachtet, bis er von Nixon (1980) als eigenständige Art ausgegliedert wurde. Der locus typicus von Q. parvula var. shrevei (ursprünglich von C. H. Muller als Q. shrevei beschrieben) ist der Palo Colorado Canyon im Monterey County. Von der IUCN wird die Art als „potenziell gefährdet“ („near threatened“) eingestuft.

## Beschreibung
Q. parvula unterscheidet sich morphologisch von seinem nahen Verwandten Q. wislizeni in den folgenden Punkten:
- Die Blattspreiten sind größer, > (2)4 cm lang statt < 4(6) cm.
- Die Blattspreiten sind dünner, normalerweise < 0,26 mm nahe der Spitze statt normalerweise > 0,26 mm.
- Die Zweige des aktuellen Jahres sind an ihrem Ursprung fünfkantig statt mehr oder weniger rundlich.
- Die Blattstiele und die Zweige des aktuellen Jahres sind glatt bis spärlich behaart statt mäßig bis stark behaart.
- Die Spitzen der Eicheln sind stumpf statt scharf.
- Abaxiale goldglänzende einreihige (uniseriate) Trichome auf der Blattspreite fehlen oder sind nur vereinzelt vorhanden, anstatt mäßig dicht oder dicht zu stehen.
- Abaxiale mehrreihige Trichome auf der Mittelader der Blattspreite fehlen oder sind nur vereinzelt vorhanden statt gelegentlich oder häufig aufzutreten.
- Die sekundären Blattadern sind abaxial aufgerichtet statt mehr oder weniger anliegend zu sein.

Weder bei Q. parvula noch bei Q. wislizeni haben die frisch entfalteten Blätter eine samtene Hülle aus roten knolligen Trichomen auf der Oberseite. Das unterscheidet sie von Q. kelloggii und beiden Varietäten von Q. agrifolia, die solche Blätter hervorbringen.

## Ökologie
Q. parvula ist auf dem Festland häufig in der Nähe von Küstenmammutbäumen (Sequoia sempervirens) und oft in der Umgebung von Kalifornischen Steineichen (Quercus agrifolia var. agrifolia) sowie Lithocarpus densiflorus zu finden.
Q. parvula unterscheidet sich ökologisch von Q. wislizeni wie folgt:
- Sie kommt auf Inseln und an der Küste statt in den Ausläufern der Gebirge vor.
- Sie ist eher mit Küstenmammutbäumen (Sequoia sempervirens) als mit Digger-Kiefern (Pinus sabiniana) vergesellschaftet.

## Systematik
Quercus parvula gehört zur Sektion Lobatae („Roteichen“).
Gegenwärtig werden drei Varietäten von Q. parvula unterschieden:
- Q. parvula var. parvula,[6]:40 englisch Santa Cruz Island oak[4] – Santa Cruz Island, Kalifornien. Eine Untersuchung legt nahe, dass es sich bei Q. parvula var. parvula um einen Hybriden handelt (Q. parvula var. shrevei x Q. wislizeni).
- Q. parvula var. shrevei,[1][7]:391 englisch Shreve oak,[4] forest oak[8]:22 – Zentral- und Nord-Kalifornien an der Küste. Wenn weitere Untersuchungen ergeben, dass die kürzlich identifizierten nicht mit der var. parvula übereinstimmen, könnte dieses Taxon zu Quercus shrevei revidiert werden.
- Q. parvula var. tamalpaisensis, englisch Tamalpais oak[9] – Marin County (Kalifornien). Es handelt sich um ein invalides Taxon. Neuere DNA-Untersuchungen haben belegt, dass es sich um einen Hybriden zwischen Q. wislizeni und Q. parvula var. shrevei handelt.[3]

## Hybridisierung
Quercus parvula ist theoretisch in der Lage, mit allen anderen kalifornischen Roteichen mit Ausnahme von Quercus agrifolia var. oxyadenia (englisch sharpacorn oak), die in höheren Lagen im Süden Kalifornierns vorkommt und von der sie durch die Transverse Ranges getrennt ist, Hybride zu bilden. Außerdem begrenzt die im Allgemeinen spätere Blütezeit von Q. parvula (April–Mai statt Februar–April für Q. kelloggii, Q.wislizeni und Q. agrifolia) die Möglichkeiten des genetischen Austauschs.